# Villagers
Die Villagers sind eine irische Band um den Singer-Songwriter Conor J. O’Brien.

## Entstehung
O’Brien gründete die Band 2008, nachdem sich sein vorheriges Projekt The Immediate im Frühjahr 2007 getrennt hatte. The Immediate galten als irische Nachwuchshoffnung, ihr 2006 veröffentlichtes Debüt-Album In Towers and Clouds, welches als „eines der besten irischen Debüt-Alben der letzten zwanzig Jahre“ bezeichnet wurde, erhielt eine Nominierung für den Choice Music Prize, die Band trat zudem bei den Meteor Ireland Music Awards auf. Dennoch gaben die Mitglieder im Mai 2007 ihre Trennung bekannt und begründeten dies mit „grundlegenden Differenzen“. O’Brien sagte später, die Band habe nicht mehr in die Lebensplanung zweier ihrer Mitglieder gepasst. Er selbst begann kurz nach der Trennung, in Cathy Daveys Live-Band Gitarre zu spielen.
Im Februar 2008 veröffentlichte O’Brien dann unter dem Namen Villagers die EP Hollow Kind mit vier Titeln, die er alleine eingespielt hatte. Anschließend stellte er eine Band zusammen, die in der zweiten Jahreshälfte eine Reihe von Live-Auftritten absolvierte.
Im April 2011 erschien im Vereinigten Königreich das Live-Album Live at the Workmans Club, in den USA erschien zeitgleich mit dem Titel Set the Tigers Free/Memoir eine Split-EP mit Charlotte Gainsbourg.

## Diskografie

### Alben
| Jahr | Titel Musiklabel                                 | Höchstplatzierung, Gesamtwochen, AuszeichnungChartplatzierungen (Jahr, Titel, Musiklabel, Platzierungen, Wochen, Auszeichnungen, Anmerkungen) | Höchstplatzierung, Gesamtwochen, AuszeichnungChartplatzierungen (Jahr, Titel, Musiklabel, Platzierungen, Wochen, Auszeichnungen, Anmerkungen) | Höchstplatzierung, Gesamtwochen, AuszeichnungChartplatzierungen (Jahr, Titel, Musiklabel, Platzierungen, Wochen, Auszeichnungen, Anmerkungen) | Höchstplatzierung, Gesamtwochen, AuszeichnungChartplatzierungen (Jahr, Titel, Musiklabel, Platzierungen, Wochen, Auszeichnungen, Anmerkungen) | Höchstplatzierung, Gesamtwochen, AuszeichnungChartplatzierungen (Jahr, Titel, Musiklabel, Platzierungen, Wochen, Auszeichnungen, Anmerkungen) | Anmerkungen                              |
| Jahr | Titel Musiklabel                                 | DE | AT | CH | UK | IE | Anmerkungen                              |
| ---- | ------------------------------------------------ | --- | --- | --- | --- | --- | ---------------------------------------- |
| 2010 | Becoming a Jackal Domino Records                 | — | — | — | UK66 (2 Wo.)UK | IE1 (78 Wo.)IE | Erstveröffentlichung: 24. Mai 2010       |
| 2011 | Live at the Workman’s Club Dublin Domino Records | — | — | — | — | IE57 (1 Wo.)IE | Erstveröffentlichung: 16. April 2011     |
| 2013 | {Awayland} Domino Records                        | DE53 (1 Wo.)DE | AT66 (1 Wo.)AT | CH82 (1 Wo.)CH | UK16 (2 Wo.)UK | IE1 Gold · (37 Wo.)IE | Erstveröffentlichung: 11. Januar 2013    |
| 2015 | Darling Arithmetic Domino Records/GoodToGo       | DE74 (1 Wo.)DE | — | — | UK27 (2 Wo.)UK | IE1 (23 Wo.)IE | Erstveröffentlichung: 10. April 2015     |
| 2016 | Where Have You Been All My Life?                 | — | — | — | — | IE13 (9 Wo.)IE | Erstveröffentlichung: 8. Januar 2016     |
| 2018 | The Art of Pretending to Swim Domino Records     | DE55 (1 Wo.)DE | AT64 (1 Wo.)AT | CH48 (1 Wo.)CH | UK28 (1 Wo.)UK | IE2 (7 Wo.)IE | Erstveröffentlichung: 21. September 2018 |
| 2021 | Fever Dreams Domino Records                      | DE20 (1 Wo.)DE | AT62 (1 Wo.)AT | CH48 (1 Wo.)CH | UK19 (1 Wo.)UK | IE2 (3 Wo.)IE | Erstveröffentlichung: 20. August 2021    |
| 2024 | That Golden Time Domino Records                  | — | — | — | UK82 (1 Wo.)UK | IE12 (1 Wo.)IE | Erstveröffentlichung: 10. Mai 2024       |

Weitere Alben
- 2009: Hollow Kind (EP) (CD, Any Other City)
- 2011: Set the Tigers Free/Memoir (Split-7" mit Charlotte Gainsbourg, Domino USA)

### Singles
- 2009: On a Sunlit Stage (7", Domino)
- 2010: Becoming a Jackal (7"/Download, Domino)
- 2010: Ship of Promises (CD/7"/Download, Domino)
- 2010: That Day (Download, Domino)
- 2014: Occupy Your Mind (7", Domino)
- 2015: Courage (Domino)